# Pray, Montana
Pray är en ort i Park County i delstaten Montana, USA.